# Howden Reservoir
Das Howden Reservoir ist ein Stausee am nördlichen Ende des Derwent Valley, das zum Teil in Derbyshire und zum Teil in South Yorkshire in England liegt. Der Stausee hat die Form eines „Y“ und der längste Arm ist knapp 2 km lang. Die Grenze zwischen den beiden Counties läuft mitten durch den See entlang des Verlaufs des ursprünglichen Flusses.
Der Baubeginn des Stausees war am 16. Juli 1901 und die Fertigstellung war im Juli 1912. Am südlichen Mauer befindet sich eine vollständig gemauerte Staumauer, die 36 m  hoch und 330 m lang ist.
Der Hauptzufluss des Stausees ist der Derwent, kleinere Zuflüsse sind der River Westend, der Howden Clough und der Linch Clough. Der Derwent verlässt den Stausee an dessen südlichem Ende und geht sofort in das Derwent Reservoir über.

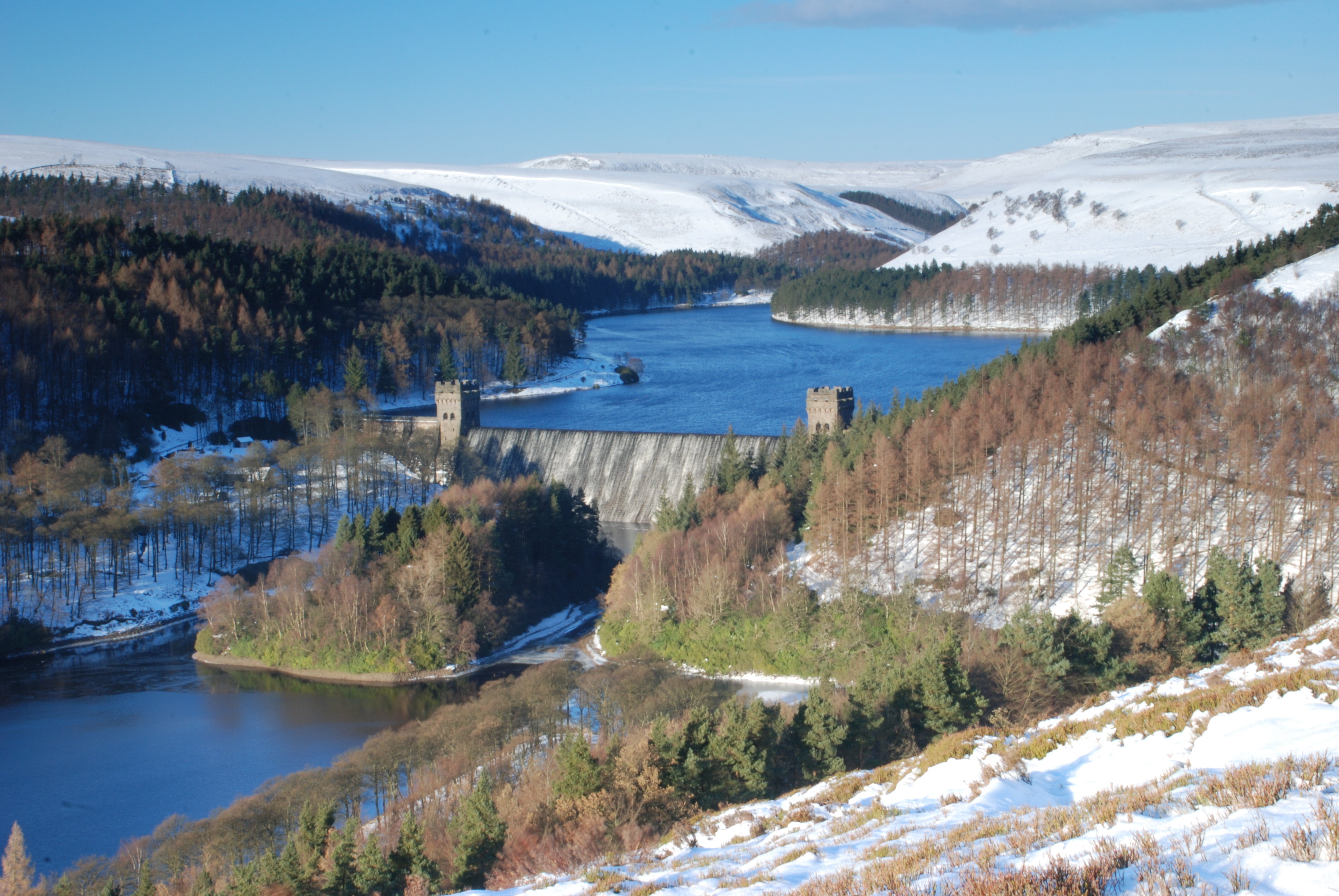
Die Howden Staumauer
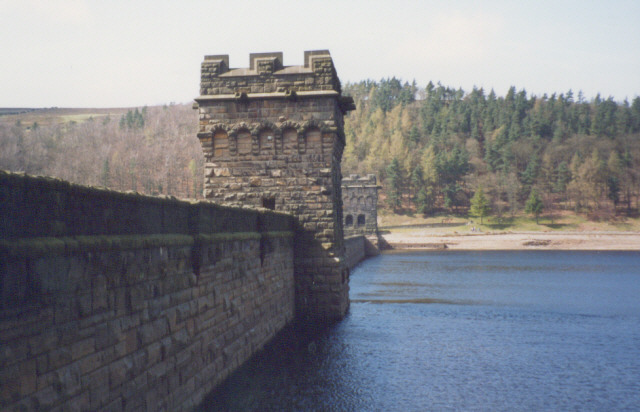
Die Howden Staumauer
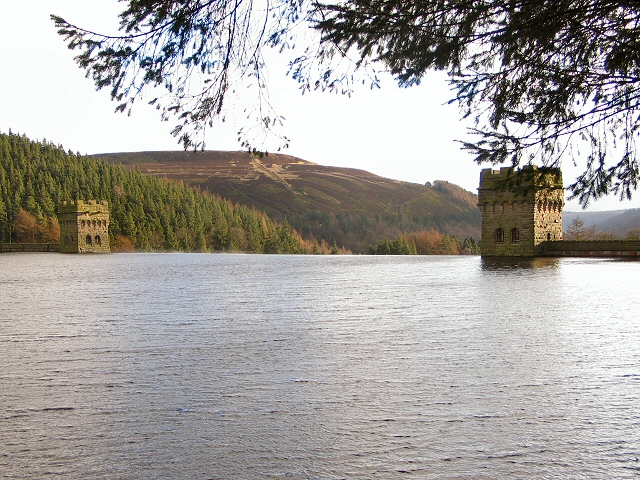
Die Howden Staumauer